# Mateo Alemán
Mateo Alemán y de Enero (Siviglia, 1547 – Messico, dopo il 1615) è stato uno scrittore spagnolo.
Scrittore del Siglo de Oro, è conosciuto soprattutto per il romanzo Vita del picaro Guzmán de Alfarache, pubblicato in due volumi nel 1599 e nel 1604, che stabilì le linee fondamentali della narrativa picaresca.

## Biografia
Fu battezzato nella chiesa di San Salvador il 28 settembre 1547. Il padre era Hernando Alemán, di supposte origini ebraiche (tra i suoi antenati potrebbe esserci un giudaizzante condannato al rogo), medico cerusico del Carcere di Siviglia dal 1557; la madre era Juana de Enero, figlia di un commerciante di origini italiane. Nacque, dunque, lo stesso anno di Miguel de Cervantes, anche se la sua visione della vita è molto più misantropa e pessimista:
Tutti viviamo l'uno alla caccia dell'altro, come il gatto per il topo e il ragno per la serpe.
Forse cominciò a studiare Humanidades nello studio di Juan de Mal Lara; comunque, si diplomò bachiller in Arte e Teologia (1564) all'Università chiamata  Maese Rodrigo. Dopo studiò Medicina a Salamanca ed Alcalá de Henares, ma alla morte del padre, nel 1567, potrebbe aver lasciato gli studi, dato che non figura nei libri come licenciado, cioè laureato. 
Nell'autunno del 1568 si trovava a Siviglia, dove lui e la madre ebbero del denaro in prestito dal capitano Alonso Hernández de Ayala, a condizione che Matteo prendesse in moglie Catalina de Espinosa in caso di mancata restituzione della somma pattuita; Alemán voleva contestare l'accordo, ma per evitare il carcere fu costretto a sposare doña Catalina; il matrimonio sarebbe terminato anni dopo con la separazione.
Svolse impieghi come contabile a Siviglia e successivamente a Madrid. Dal 1573 rimase a Siviglia, dove trattava vari affari, come testimoniano i documenti (in uno vende una schiava mora, in un altro compra una cappella per la confraternita dei Nazareni). Fu incarcerato per debiti nel 1580 e trascorse due anni e mezzo nel carcere di Siviglia, dove ebbe modo di conoscere il mondo dei criminali ritratto nel famoso romanzo Vida del pícaro Guzmán de Alfarache.
Fece un primo tentativo per imbarcarsi alla volta delle Indie, ma non ci riuscì. Nel 1586 si trovava a Madrid. Nel 1593 si recò ad Almadén come legale per ispezionare le famose miniere di mercurio, cedute dal re ai Fugger (i famosi banchieri tedeschi), dove si trovavano dei prigionieri ai lavori forzati. Alemán scrisse una relazione sulle terribili condizioni dei galeotti e sollecitò un'inchiesta (poi insabbiata); comunque, l'episodio lo mise nuovamente a contatto col mondo dei derelitti.
Di ritorno a Corte, Alemán si dedicò alla traduzione di alcune Odi di Orazio e redasse un prologo per i Proverbios morales di Alonso de Barros, stampati a Madrid nel 1598. Scrisse anche la Primera parte del Guzmán de Alfarache, completata verso la fine del 1597 e pubblicata nel 1599. L'opera, riprendendo e amplificando il modello del Lazarillo de Tormes (Anonimo, 1554), fissava i canoni del romanzo picaresco, destinato a un grande successo in Spagna e in Europa.
Nel 1601 tornò a Siviglia pieno di debiti, per cui fu nuovamente imprigionato nel 1602. Nel frattempo, si pubblicava a Valencia una seconda parte apocrifa del Guzmán de Alfarache, scritta da un tale Mateo Luxán de Sayavedra, pseudonimo dell'avvocato valenciano Juan Martí, e poi pubblicata a Milano come originale di Alemán (Verso il 1650 apparirà anche una terza parte apocrifa, opera del portoghese Machado de Silva).
Alemán, furioso per l'uscita della continuazione apocrifa, si impegnò a concludere il secondo volume; nel 1605 pubblicò a Siviglia la Vida de San Antonio de Padua e a Lisbona la seconda parte (autentica, questa volta) del Guzmán de Alfarache. Il successo dell'opera fu immenso, tanto da provocare le traduzioni in italiano (1606), in tedesco (1615), in francese (1620) e in inglese (1622).
Nel 1608 ottenne il permesso per partire alla volta del Messico, dove arrivò già vecchio e stanco, ed entrò al servizio dell'arcivescovo García Guerra. Nel 1609 pubblicò una Ortografía del castigliano. Nel 1613 scrisse Sucesos de don fray García Guerra, arzobispo de México, a cuyo cargo estuvo el gobierno de Nueva España, in cui si trova una Orazione funebre in memoria del prelato. Da questo momento in poi, di Alemán si sa poco o niente. Si suppone che sia morto poco tempo dopo.

## Opere

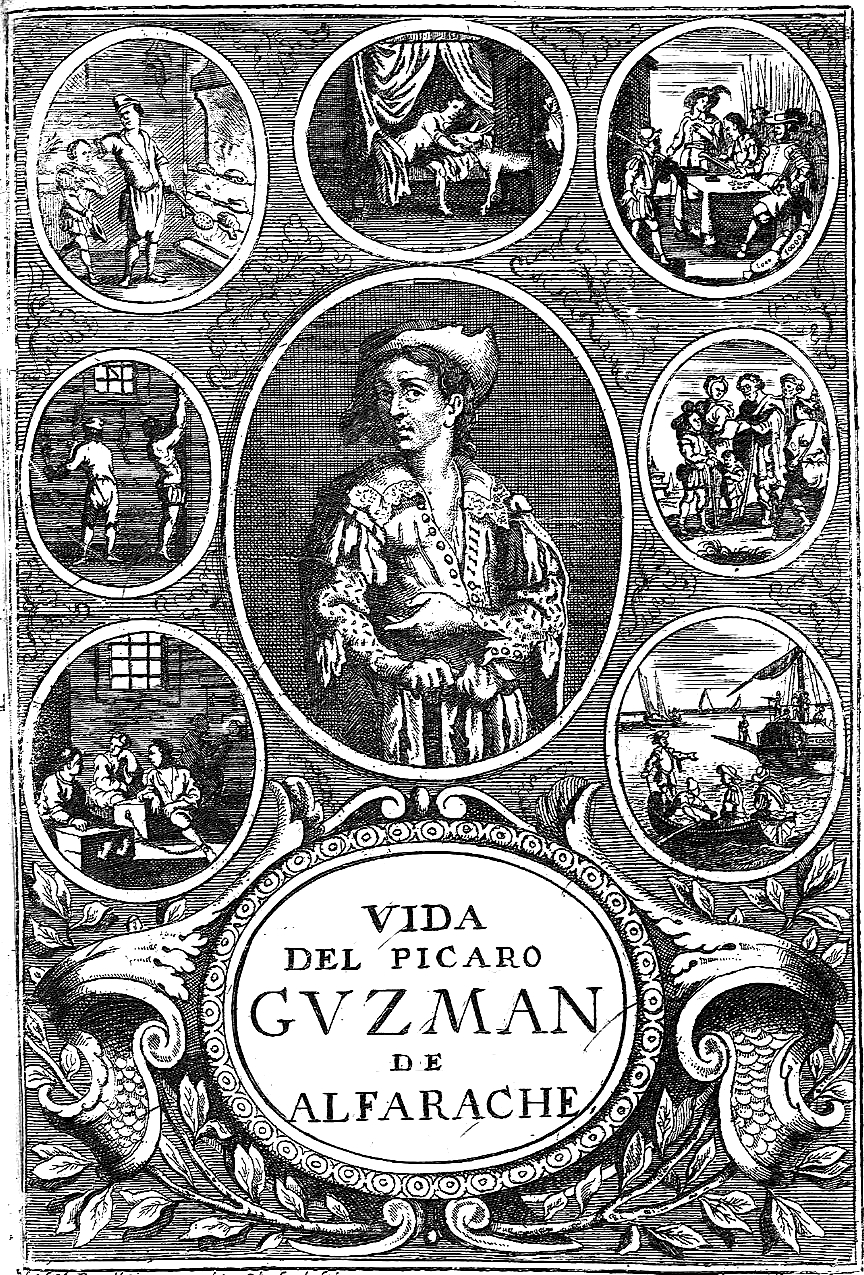
Frontespizio del Guzmán de Alfarache, Anversa, 1681

Come è stato detto, il capolavoro per cui Alemán è ricordato è principalmente il Guzmán de Alfarache, romanzo picaresco pubblicato in due parti: la prima nel 1599 a Madrid e la seconda nel 1604 a Lisbona, col sottotitolo di Atalaya de la vida humana.
La narrazione è in prima persona, come nel Lazarillo de Tormes, ma il personaggio possiede un nuovo dualismo tra la dimensione del pícaro (cioè furfante, accattone, vagabondo) e quella del peccatore pentito, cioè le due fasi della sua vita.
La storia principale, resoconto delle peripezie del pícaro, è spesso interrotta da digressioni di carattere morale e didattico e da numerose citazioni (Seneca, il Vangelo, i sermoni, i proverbi popolari...). Si introducono novelle come quella di Ozmín e Daraja, in stile moresco, e altre d'ispirazione italiana come quella di Dorido e Clorinia o Bonifacio e Dorotea. Questa struttura, ripresa da Cervantes nel primo volume del Don Chisciotte, risponde all'esigenza di una certa varietas che distolga l'attenzione del lettore dalla storia principale. Tuttavia, numerose traduzioni del Guzmán rimuoveranno queste parti, ignorando bellamente la volontà dell'autore (che nel prologo esortava il discreto lector a recepire il messaggio morale, piuttosto che ridere delle storielle). 
La visione del mondo che si evince dal romanzo è fortemente pessimista: la vita dell'uomo appare come una lotta per la sopravvivenza in un mondo dominato dalla violenza; il protagonista, nonostante i buoni propositi, cade ripetutamente nel vizio, così come faceva Sisifo. Tale visione è generalmente attribuita alla travagliata vicenda dell'autore, alla sua condizione di discendente di ebrei convertiti in una Spagna cattolica e integralista. Comunque, le altre opere testimoniano l'impegno morale e religioso dell'autore e la sua attenzione alla dignità e ai diritti dell'individuo.